# Melker Jarl
Melker Jarl, född den 30 april 2002, är en högerhänt handbollsspelare som spelar för OV Helsingborg.

## Karriär
Jarl spelade för HK Drott i division 1 mellan 2019 och 2022 och var med att föra upp klubben till Allsvenskan under sin sista säsong i klubben.
Inför säsongen 2022/23 flyttade Jarl till Lund för studier och började spela för OV Helsingborgs U-lag i division 2. Han var med när klubben blev seriesegrare i division 2 säsongen 2022/23. Han gjorde även två mål på sex matcher med A-laget i Handbollsligan under säsongen.
Under säsongen 2023/24 slutade u-laget på femte plats i Division 1. Jarl uppnådde ett genomsnitt på 5,12 mål per match under säsongen 2023/24, där hans huvudsakliga roll var som playmaker.